# Policarp Malîhin
Policarp Malîhin (?, 9 de março de 1954) é um ex-canoísta romeno especialista em provas de velocidade.

## Carreira
Foi vencedor da medalha de bronze em K-2 500 m em Montreal 1976, junto com o colega de equipa Larion Serghei.